# トカゲ王の島
『トカゲ王の島』（トカゲおうのしま、英語：Island of the Lizard King）はイギリスのゲームブック。著者はイアン・リビングストン。
『ファイティング・ファンタジー』シリーズ第7巻。原書は1984年にパフィンブックスより刊行された。
日本語版は1985年、松坂健による訳で社会思想社の現代教養文庫より刊行された。

## 概要
怪物が跋扈するファンタジー世界を舞台とし、剣を頼りに危難を切り抜けていく冒険者として活躍する作品。
ゲームシステムについてはファイティング・ファンタジー#システムを参照。
リビングストンの前作『盗賊都市』と同様に、背景づくりを中心とした作品である。しかし開放性に満ちた『盗賊都市』と比べると、本書は結末のつけ方があまりにも丁寧であったため、舞台となる島に発展性が感じられず、いまひとつ魅力に乏しくなっている。

## あらすじ
君は数年ぶりに旧友マンゴと会うため、静かな漁村オイスターベイを訪れた。ところが村は混乱のさなかにあった。数週間前にトカゲ男の集団の襲撃を受け、若者たちがさらわれたのである。
村の若者たちは奴隷にされ、沖合の火山島で金鉱採掘に従事させられていた。君は彼らを救出するため、マンゴとともに、残忍なトカゲ王の支配する火山島に向かう。

## 書誌情報
- 『トカゲ王の島』社会思想社〈現代教養文庫〉、1985年12月10日。ISBN 4-390-11150-7
  - 著：イアン・リビングストン / イラスト：アラン・ラングフォード / 訳：松坂健